# Luis Simarro Lacabra
Luis Simarro Lacabra est un médecin et neurologue espagnol né à Rome le 6 janvier 1851 et mort à Madrid le 19 ou 20 juin 1921. Adepte des premières années du darwinisme à travers les travaux d'Ernst Haeckel, il aborde l'évolution des thèmes de l'anatomie comparée, de l'embryologie et de l'histologie du système nerveux. Franc-maçon, il est grand-maître du Grand Orient espagnol de 1917 à 1921.

## Biographie

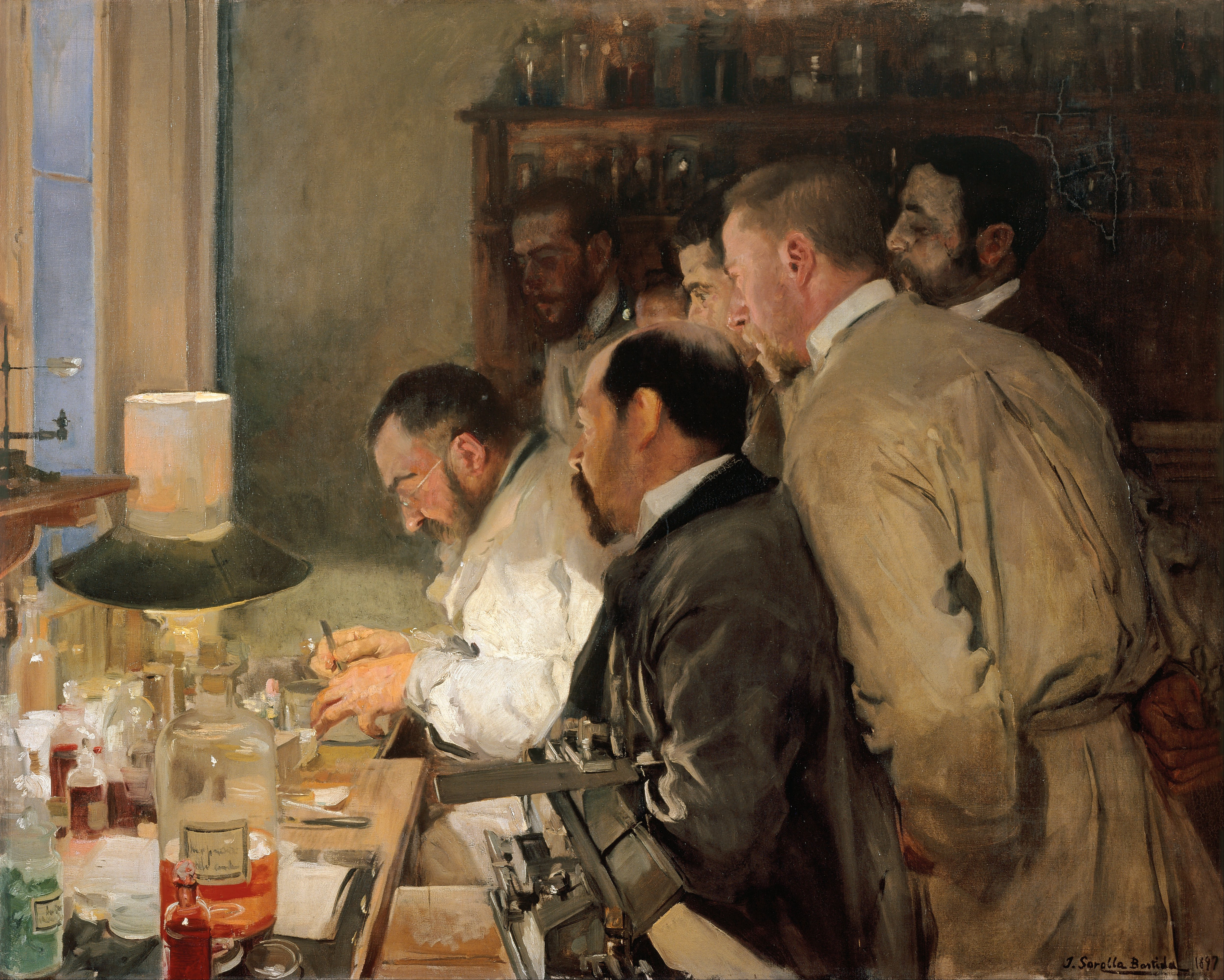
Une recherche du Dr Simarro au laboratoire
Joaquín Sorolla, 1897
Musée Sorolla, Madrid